# Willem Jan Cornelis van Hasselt
Willem Jan Cornelis van Hasselt (Amsterdam, 9 januari 1795 - Amsterdam, 2 maart 1864) was een Amsterdams advocaat en rechter, en was enkele jaren een pragmatisch-liberaal Kamerlid.
Willem Jan Cornelis van Hasselt was een zoon van de Amsterdamse apotheker en fabrikant van verfstoffen Willem van Hasselt en Susanna Abelia Lobé (die voor de vierde verjaardag van haar zoon overleed). Hij was een neef van Johannes Willem van Hasselt, Amsterdams bestuurder en lid van het Wetgevend Lichaam en Uitvoerend Bewind. Na privé-onderwijs in oude talen en wis- en natuurkunde volgde Willem Jan Cornelis van Hasselt de apothekersopleiding (tot 1811) en studeerde hij theologie en medicijnen (beide vanaf 1813) en rechten (vanaf 1817) aan het Atheneum Illustre te Amsterdam. Daarna studeerde hij Romeins en hedendaags recht aan de Hogeschool te Leiden, waar hij promoveerde op dissertatie in 1820. Van Hasselt trouwde in 1826 met Johanna Cornelia Adriana Deurne, met wie hij twee zoons kreeg. Zijn jongste zoon overleed in 1855 op jonge leeftijd.
Van Hasselt was tussen 1820 en 1832 advocaat in Amsterdam (en plaatsvervangend rechter), en van 1832 tot 1838 rechter in de rechtbank van eersten aanleg. Vervolgens werd hij gepromoveerd naar de arrondissementsrechtbank van Amsterdam (1838-1852) en uiteindelijk naar het Provinciaal Gerechtshof in Haarlem (vanaf 1852). Hij was uitgever van diverse wetsverzamelingen, waaronder 'staatsregelingen en grondwetten sedert 1798', 'de Nederlandsche Wetboeken met aanteekeningen' en 'Nederlandsche wetgeving op de scheepvaart'.
In 1847 werd Van Hasselt tot tweemaal toe verslagen bij de periodieke verkiezingen voor de Tweede Kamer in de Staten van Noord-Holland. In 1848 werd hij in de Provinciale Staten gekozen, en werd hij bij de Grondwetsherziening afgevaardigd als buitengewoon lid in de Dubbele Kamer bij de tweede lezing. Vervolgens werd hij in zowel het district Hoorn als in Edam gekozen in de Tweede Kamer, en opteerde hij voor Edam. In 1850 werd hij opnieuw gekozen in Hoorn, maar in 1854, 1856, 1857 en 1860 kreeg hij iedere keer in Amersfoort slechts relatief weinig stemmen.
In de Tweede Kamer hield hij zich met diverse onderwerpen bezig, waaronder het kiesrecht, belastingen, volksgezondheid, marine en handel. In 1849 interpelleerde hij Minister Rijk over de verplaatsing van het Marine-instituut van Medemblik naar Den Helder, en in 1850 keerde hij zich tegen de Scheepvaartwetten van Pieter Philip van Bosse uit angst voor de positie van Amsterdam. Hij zette zich in voor de droogmaking van de Haarlemmermeer.
Van Hasselt was ook literair actief - zo was hij bestuurslid van de Maatschappij van Fraaije Kunsten en Wetenschappen (1826-1857) en oprichter, redacteur en medewerker van De Gids (tussen 1837 en 1845), waar hij met name recensies voor schreef, medewerker van De Navorscher (vanaf 1851) en diverse geschiedkundige tijdschriften. Ook was hij lid van het hoofdbestuur van de Maatschappij tot Nut van 't Algemeen (rond 1850) en directeur van de Nederlandsche Maatschappij ter Bevordering van Nijverheid (rond 1850). Hij was medeoprichter van de liberale Amstelsociëteit. Van Hasselt was lid van diverse gezelschappen en genootschappen in binnen- en buitenland.
- Bibliothèque nationale de France: cb107163465 (data)
- Biografisch Portaal: 48778459
- Digitale Bibliotheek voor de Nederlandse Letteren: hass007
- Gemeinsame Normdatei: 173400558
- International Standard Name Identifier: 0000 0000 2622 8311
- Library of Congress Control Number: n87883999
- Nederlandse Thesaurus van Auteursnamen: 068263236
- Parlement.com: vg09ll1fpkz1
- Virtual International Authority File: 15151036
- WorldCat: E39PBJth3QtxDBXVpfhDtxxVYP